# فیورنتسو آلیورتی
فیورنتسو آلیورتی (ایتالیایی: Fiorenzo Aliverti؛ زادهٔ ۳۱ مارس ۱۹۵۷) دوچرخه‌سوار اهل ایتالیا است.